# Санта-Мария-ду-Суасуи
Санта-Мария-ду-Суасуи (порт. Santa Maria do Suaçuí) — муниципалитет в Бразилии, входит в штат Минас-Жерайс. Составная часть мезорегиона Вали-ду-Риу-Доси. Входит в экономико-статистический микрорегион Песанья. Население составляет 14 204 человека на 2006 год. Занимает площадь 623,660 км². Плотность населения — 22,8 чел./км².

## История
Город основан 16 марта 1924 года.

## Статистика
- Валовой внутренний продукт на 2003 год составляет 36 030 319,00 реалов (данные: Бразильский институт географии и статистики).
- Валовой внутренний продукт на душу населения на 2003 год составляет 2524,72 реалов (данные: Бразильский институт географии и статистики).
- Индекс развития человеческого потенциала на 2000 год составляет 0,648 (данные: Программа развития ООН).